# Neuves-Maisons
 Neuves-Maisons  es una población y comuna francesa, en la región de Lorena, departamento de Meurthe y Mosela, en el distrito de Nancy y cantón de Neuves-Maisons.

## Demografía
| 6527 | 6660 | 6805 | 6952 | 6432 | 6849 |
| Para los censos de 1962 a 1999 la población legal corresponde a la población sin duplicidades (Fuente: INSEE [Consultar]) |      |      |      |      |      |